# Angelito Rendon Lampon
Angelito Rendon Lampon (M'lang, 1º marzo 1950) è un arcivescovo cattolico filippino, dal 6 novembre 2018 arcivescovo metropolita di Cotabato.

## Biografia
Angelito Rendon Lampon è nato il 1º marzo 1950 a M'lang, provincia ed arcidiocesi di Cotabato, nella parte meridionale della Repubblica delle Filippine.

### Formazione e ministero sacerdotale
Ha ricevuto la formazione primaria alla M'lang Pilot Elementary School per poi passare nel 1957 alla High School Notre Dame of M'lang, dove ha terminato gli studi elementari ed ha cominciato l'istruzione secondaria. Sentendo maturare una precoce vocazione al sacerdozio, nel 1962 è entrato nel noviziato dei Missionari oblati di Maria Immacolata a Tamontaka, presso Cotabato, dove è rimasto fino al 1966. In seguito si è iscritto all'Università Ateneo de Manila, dove ha iniziato a studiare filosofia nel 1968, per poi compiere gli studi teologici a Quezon City dal 1969 al 1971, iscrivendosi infine alla Loyola School of Theology della medesima città dal 1972, dove ha studiato per un quinquennio.
Al termine del percorso di formazione, ha ricevuto l'ordinazione sacerdotale il 1º aprile 1977, ventisettenne, per la congregazione dei Missionari oblati di Maria Immacolata.
Poco dopo l'ordinazione gli è stato affidato il primo incarico pastorale come vicario parrocchiale a Lebak, nella provincia di Sultan Kudarat, e contemporaneamente nella cattedrale di Cotabato fino al 1978, mentre nel 1979 è divenuto membro dello staff del seminario di Cotabato. Nel 1982 ha sospeso il ministero per studiare alla Southeast Asia Interdisciplinary Development Institute (SIADI) nel quartiere Intramuros di Manila per un biennio.
Nel 1982 è stato nominato direttore dei postulanti e degli scolastici degli oblati di Maria, venendo poi promosso superiore della provincia filippina dell'ordine nel 1988 ed infine consigliere generale e cancelliere dello stesso nell'amministrazione generale sita in Roma nel 1992, incarico ricoperto fino alla promozione all'episcopato.

### Ministero episcopale

#### Vicario apostolico di Jolo
Il 21 novembre 1997 papa Giovanni Paolo II lo ha nominato, quarantasettenne, vicario apostolico di Jolo assegnandogli contestualmente la sede titolare di Valliposita; è succeduto a Benjamin David de Jesus, O.M.I., assassinato il 4 febbraio precedente davanti alla cattedrale di Nostra Signora del Monte Carmelo a Jolo. Ha ricevuto la consacrazione episcopale il 6 gennaio 1998, nella basilica di San Pietro in Vaticano, per imposizione delle mani dello stesso pontefice, assistito dai co-consacranti futuri cardinali Giovanni Battista Re, arcivescovo titolare di Vescovio e sostituto per gli affari generali della Segreteria di Stato, e Jorge María Mejía, arcivescovo titolare di Apollonia e segretario della Congregazione per i vescovi nonché del Collegio cardinalizio; nella stessa cerimonia sono stati consacrati altri otto vescovi, fra cui il futuro cardinale Mario Francesco Pompedda. Come suo motto episcopale ha scelto Accipe oblationem meam, che tradotto vuol dire "Accetta la mia offerta".
Il 27 settembre 2003 si è recato in Vaticano, assieme ad altri membri dell'episcopato filippino, per la visita ad limina apostolorum, allo scopo di discutere con il pontefice della situazione e dei problemi relativi alla sua diocesi; ha compiuto una seconda visita il 5 marzo 2011.
Il 27 ottobre 2012 papa Benedetto XVI lo ha nominato membro del Pontificio consiglio per il dialogo interreligioso per un mandato di un quinquennio.
In ambito della Conferenza dei vescovi cattolici delle Filippine è stato membro della commissione per l'apostolato biblico dal 2003 al 2007, della commissione per la catechesi e l'educazione cattolica dal 2003 al 2009 e della commissione per le popolazioni indigene dal 2011 al 2013; inoltre, dopo esserne stato membro dal 2003, è divenuto prima vicepresidente nel 2009 e poi presidente nel 2011 della commissione per il dialogo interreligioso, ricoprendo tale incarico fino al 2017. Dopo essere stato vicepresidente della commissione per le missioni dal 2013 al 2015, attualmente è presidente della commissione per gli affari economici.

#### Arcivescovo metropolita di Cotabato
Il 6 novembre 2018 papa Francesco lo ha promosso, sessantottenne, 4º arcivescovo metropolita di Cotabato; è succeduto al settantanovenne cardinale Orlando Beltran Quevedo, O.M.I., dimissionario per raggiunti limiti d'età dopo vent'anni di governo pastorale. Ha preso possesso dell'arcidiocesi durante una cerimonia svoltasi nella cattedrale dell'Immacolata Concezione a Cotabato il 31 gennaio 2019.
Ha compiuto una terza visita ad limina con i vescovi filippini il 7 giugno 2019.

## Genealogia episcopale e successione apostolica
La genealogia episcopale è:
- Cardinale Scipione Rebiba
- Cardinale Giulio Antonio Santorio
- Cardinale Girolamo Bernerio, O.P.
- Arcivescovo Galeazzo Sanvitale
- Cardinale Ludovico Ludovisi
- Cardinale Luigi Caetani
- Cardinale Ulderico Carpegna
- Cardinale Paluzzo Paluzzi Altieri degli Albertoni
- Papa Benedetto XIII
- Papa Benedetto XIV
- Papa Clemente XIII
- Cardinale Enrico Benedetto Stuart
- Papa Leone XII
- Cardinale Chiarissimo Falconieri Mellini
- Cardinale Camillo Di Pietro
- Cardinale Mieczysław Halka Ledóchowski
- Cardinale Jan Maurycy Paweł Puzyna de Kosielsko
- Arcivescovo Józef Bilczewski
- Arcivescovo Bolesław Twardowski
- Arcivescovo Eugeniusz Baziak
- Papa Giovanni Paolo II
- Arcivescovo Angelito Rendon Lampon, O.M.I.

La successione apostolica è:
- Vescovo Charlie Malapitan Inzon, O.M.I. (2020)